# Marina Arismendi

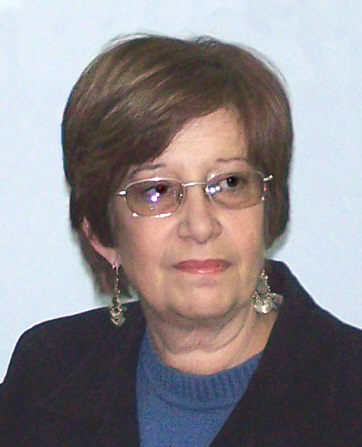
Marina Arismendi

Ana Marina Arismendi Dubinski (* 30. Mai 1949 in Montevideo) ist eine uruguayische Politikerin und Aktivistin. Von 1998 bis 2006 war sie Generalsekretärin der Kommunistischen Partei Uruguays, die von 2005 bis 2019 Teil der Regierungskoalition Frente Amplio war.
Arismendi wurde 1994 erstmals zur Senatorin gewählt. Sie diente als Ministerin für soziale Entwicklung in den Regierungen von Präsident Tabaré Vázquez in den Jahren 2005–2010 und erneut von 2014 bis 2015.

## Biographie
Marina Arismendi wurde als Tochter des langjährigen kommunistischen Parteiführers Rodney Arismendi und seiner Ehefrau Rosa Dubinsky geboren.
Sie besuchte Schulen in Chile und Uruguay und engagierte sich früh politisch, unter anderem im Bund der kommunistischen Jugend sowie im Solidaritätskomitee zur Unterstützung der kubanischen Revolution „Camilo Cienfuegos“. Nach dem Abschluss ihrer Ausbildung zur Grundschullehrerin war sie zunächst in einer Druckerei tätig und arbeitete anschließend im Bildungsbereich.
Nach dem Staatsstreich in Uruguay 1973 musste sie das Land verlassen und ging ins Exil in die DDR, wo sie ein Studium der Sozialwissenschaften absolvierte. Dort war sie außerdem als Übersetzerin, Lektorin sowie als Lehrkraft für Spanisch, Geschichte und Geographie Lateinamerikas tätig.
Nach dem Ende der zivil-militärischen Diktatur kehrte sie nach Uruguay zurück. Sie war erneut pädagogisch tätig und übernahm innerhalb der Kommunistischen Partei Uruguays (CPU) führende Funktionen. Auf dem Parteikongress 1990 wurde sie in das Zentralkomitee gewählt, 1992 trat sie in das kollektive Generalsekretariat ein und war von 1992 bis 2006 Generalsekretärin der CPU. Sie folgte in dieser Funktion auf Jaime Pérez. Parallel dazu war sie von 1992 bis 1999 Mitglied des Politischen Rates der Frente Amplio.
Bei den Parlamentswahlen 1994 wurde Arismendi als Spitzenkandidatin der CPU-Liste in den Senat gewählt. Sie wurde bei den Wahlen 1999 und 2004 wiedergewählt und war Mitglied mehrerer ständiger Ausschüsse, darunter für Arbeit und soziale Sicherheit, Bildung und Kultur sowie Verkehr und öffentliche Arbeiten.
In den von Tabaré Vázquez geführten Regierungen bekleidete sie vom 1. März 2005 bis zum 1. März 2010 sowie erneut ab dem 1. März 2015 das Amt der Ministerin für soziale Entwicklung.